# FA Cup 1956/57
Der FA Cup 1956/57 war die 76. Austragung des The Football Association Challenge Cup (meist als FA Cup bekannt).
Der Pokalwettbewerb startete mit der Qualifikation zwischen dem 8. September 1956 und dem 12. November 1956. Die Hauptrunde begann anschließend ab dem 17. November 1956 und endete mit dem Finale in Wembley in London am 4. Mai 1957 vor einer Kulisse von offiziell 100.000 Zuschauern. Sieger des Wettbewerbs wurde zum siebten Mal Aston Villa. Unterlegener Finalist war Manchester United.

## Wettbewerb

### Erste Hauptrunde
| Datum             |                          | Ergebnis |                      |
| ----------------- | ------------------------ | -------- | -------------------- |
| 17. November 1956 | Accrington Stanley       | 4:1      | FC Morecambe         |
| 17. November 1956 | AFC Bournemouth          | 8:0      | Burton Albion        |
| 17. November 1956 | FC Bishop Auckland       | 2:1      | Tranmere Rovers      |
| 17. November 1956 | Boston United            | 0:2      | Bradford Park Avenue |
| 17. November 1956 | FC Brentford             | 3:0      | Guildford City       |
| 17. November 1956 | Brighton & Hove Albion   | 1:1      | FC Millwall          |
| 17. November 1956 | Carlisle United          | 6:1      | Billingham Synthonia |
| 17. November 1956 | Cheltenham Town          | 1:2      | FC Reading           |
| 17. November 1956 | FC Chester               | 0:0      | AFC Barrow           |
| 17. November 1956 | Colchester United        | 1:4      | Southend United      |
| 17. November 1956 | Crewe Alexandra          | 2:2      | AFC Wrexham          |
| 17. November 1956 | Crystal Palace           | 2:0      | Walthamstow Avenue   |
| 17. November 1956 | FC Darlington            | 7:2      | Evenwood Town        |
| 17. November 1956 | Derby County             | 2:1      | Bradford City        |
| 17. November 1956 | Ely City                 | 2:6      | Torquay United       |
| 17. November 1956 | Exeter City              | 0:2      | Plymouth Argyle      |
| 17. November 1956 | Halifax Town             | 2:3      | Oldham Athletic      |
| 17. November 1956 | Hartlepools United       | 3:1      | Selby Town           |
| 17. November 1956 | Hereford United          | 3:2      | FC Aldershot         |
| 17. November 1956 | Hull City                | 4:0      | AFC Gateshead        |
| 17. November 1956 | Ilkeston Town            | 1:5      | Blyth Spartans       |
| 17. November 1956 | Ipswich Town             | 4:0      | Hastings United      |
| 17. November 1956 | Mansfield Town           | 1:1      | AFC Workington       |
| 17. November 1956 | FC Margate               | 3:1      | Dunstable Town       |
| 17. November 1956 | AFC New Brighton         | 3:3      | Stockport County     |
| 17. November 1956 | FC Newport (IOW)         | 0:6      | FC Watford           |
| 17. November 1956 | Norwich City             | 2:4      | Bedford Town         |
| 17. November 1956 | Queens Park Rangers      | 4:0      | Dorchester Town      |
| 17. November 1956 | FC Rhyl                  | 3:2      | FC Scarborough       |
| 17. November 1956 | Scunthorpe United        | 1:0      | AFC Rochdale         |
| 17. November 1956 | FC South Shields         | 2:2      | FC Chesterfield      |
| 17. November 1956 | FC Southampton           | 2:0      | Northampton Town     |
| 17. November 1956 | FC Southport             | 0:0      | York City            |
| 17. November 1956 | Swindon Town             | 2:1      | Coventry City        |
| 17. November 1956 | Tooting & Mitcham United | 2:1      | Bromsgrove Rovers    |
| 17. November 1956 | FC Walsall               | 0:1      | AFC Newport County   |
| 17. November 1956 | FC Weymouth              | 1:0      | Shrewsbury Town      |
| 17. November 1956 | Wigan Athletic           | 1:2      | Goole Town           |
| 17. November 1956 | Yeovil Town              | 1:3      | Peterborough United  |
| 17. November 1956 | FC Yiewsley              | 2:2      | FC Gillingham        |

#### Wiederholungsspiele
| Datum             |                  | Ergebnis |                  |
| ----------------- | ---------------- | -------- | ---------------- |
| 21. November 1956 | FC Chesterfield  | 4:0      | FC South Shields |
| 21. November 1956 | FC Gillingham    | 2:0      | FC Yiewsley      |
| 21. November 1956 | Stockport County | 2:3      | AFC New Brighton |
| 21. November 1956 | AFC Workington   | 2:1      | Mansfield Town   |
| 21. November 1956 | AFC Wrexham      | 2:1      | Crewe Alexandra  |
| 21. November 1956 | York City        | 2:1      | FC Southport     |
| 22. November 1956 | AFC Barrow       | 3:1      | FC Chester       |

### Zweite Hauptrunde
| Datum            |                          | Ergebnis |                      |
| ---------------- | ------------------------ | -------- | -------------------- |
| 8. Dezember 1956 | Accrington Stanley       | 2:1      | Oldham Athletic      |
| 8. Dezember 1956 | Blyth Spartans           | 0:1      | Hartlepools United   |
| 8. Dezember 1956 | FC Brentford             | 1:1      | Crystal Palace       |
| 8. Dezember 1956 | Carlisle United          | 2:1      | FC Darlington        |
| 8. Dezember 1956 | FC Chesterfield          | 4:1      | AFC Barrow           |
| 8. Dezember 1956 | Derby County             | 1:3      | AFC New Brighton     |
| 8. Dezember 1956 | FC Gillingham            | 1:2      | AFC Newport County   |
| 8. Dezember 1956 | Goole Town               | 2:2      | AFC Workington       |
| 8. Dezember 1956 | Hereford United          | 2:3      | Southend United      |
| 8. Dezember 1956 | Hull City                | 2:1      | York City            |
| 8. Dezember 1956 | FC Millwall              | 4:0      | FC Margate           |
| 8. Dezember 1956 | Peterborough United      | 3:0      | Bradford Park Avenue |
| 8. Dezember 1956 | FC Reading               | 1:0      | Bedford Town         |
| 8. Dezember 1956 | FC Rhyl                  | 3:1      | FC Bishop Auckland   |
| 8. Dezember 1956 | Scunthorpe United        | 0:0      | AFC Wrexham          |
| 8. Dezember 1956 | FC Southampton           | 3:2      | FC Weymouth          |
| 8. Dezember 1956 | Swindon Town             | 0:1      | AFC Bournemouth      |
| 8. Dezember 1956 | Tooting & Mitcham United | 0:2      | Queens Park Rangers  |
| 8. Dezember 1956 | Torquay United           | 1:0      | Plymouth Argyle      |
| 8. Dezember 1956 | FC Watford               | 1:3      | Ipswich Town         |

#### Wiederholungsspiele
| Datum             |                | Ergebnis |                   |
| ----------------- | -------------- | -------- | ----------------- |
| 12. Dezember 1956 | Crystal Palace | 3:2      | FC Brentford      |
| 12. Dezember 1956 | AFC Workington | 0:1      | Goole Town        |
| 12. Dezember 1956 | AFC Wrexham    | 6:2      | Scunthorpe United |

### Dritte Hauptrunde
| Datum          |                         | Ergebnis |                      |
| -------------- | ----------------------- | -------- | -------------------- |
| 5. Januar 1957 | AFC Bournemouth         | 2:0      | Accrington Stanley   |
| 5. Januar 1957 | FC Arsenal              | 4:2      | Stoke City           |
| 5. Januar 1957 | FC Barnsley             | 3:3      | Port Vale            |
| 5. Januar 1957 | Bolton Wanderers        | 2:3      | FC Blackpool         |
| 5. Januar 1957 | Bristol City            | 4:1      | Rotherham United     |
| 5. Januar 1957 | FC Burnley              | 7:0      | FC Chesterfield      |
| 5. Januar 1957 | FC Bury                 | 1:3      | FC Portsmouth        |
| 5. Januar 1957 | Carlisle United         | 3:3      | Birmingham City      |
| 5. Januar 1957 | Doncaster Rovers        | 1:1      | West Bromwich Albion |
| 5. Januar 1957 | FC Everton              | 1:0      | Blackburn Rovers     |
| 5. Januar 1957 | Hartlepools United      | 3:4      | Manchester United    |
| 5. Januar 1957 | Huddersfield Town       | 0:0      | Sheffield United     |
| 5. Januar 1957 | Hull City               | 3:4      | Bristol Rovers       |
| 5. Januar 1957 | Ipswich Town            | 2:3      | FC Fulham            |
| 5. Januar 1957 | Leeds United            | 1:2      | Cardiff City         |
| 5. Januar 1957 | Leyton Orient           | 0:2      | FC Chelsea           |
| 5. Januar 1957 | Luton Town              | 2:2      | Aston Villa          |
| 5. Januar 1957 | FC Middlesbrough        | 1:1      | Charlton Athletic    |
| 5. Januar 1957 | FC Millwall             | 2:0      | Crystal Palace       |
| 5. Januar 1957 | AFC New Brighton        | 2:1      | Torquay United       |
| 5. Januar 1957 | Newcastle United        | 1:1      | Manchester City      |
| 5. Januar 1957 | AFC Newport County      | 3:3      | FC Southampton       |
| 5. Januar 1957 | Nottingham Forest       | 6:0      | Goole Town           |
| 5. Januar 1957 | Notts County            | 1:3      | FC Rhyl              |
| 5. Januar 1957 | Peterborough United     | 2:2      | Lincoln City         |
| 5. Januar 1957 | Preston North End       | 0:0      | Sheffield Wednesday  |
| 5. Januar 1957 | Southend United         | 2:1      | FC Liverpool         |
| 5. Januar 1957 | AFC Sunderland          | 4:0      | Queens Park Rangers  |
| 5. Januar 1957 | Tottenham Hotspur       | 2:0      | Leicester City       |
| 5. Januar 1957 | West Ham United         | 5:3      | Grimsby Town         |
| 5. Januar 1957 | Wolverhampton Wanderers | 5:3      | Swansea Town         |
| 5. Januar 1957 | AFC Wrexham             | 1:1      | FC Reading           |

#### Wiederholungsspiele
| Datum           |                      | Ergebnis |                     |
| --------------- | -------------------- | -------- | ------------------- |
| 7. Januar 1957  | Aston Villa          | 2:0      | Luton Town          |
| 7. Januar 1957  | Port Vale            | 0:1      | FC Barnsley         |
| 7. Januar 1957  | Sheffield United     | 1:1      | Huddersfield Town   |
| 9. Januar 1957  | Birmingham City      | 4:0      | Carlisle United     |
| 9. Januar 1957  | Lincoln City         | 4:5      | Peterborough United |
| 9. Januar 1957  | Manchester City      | 4:5      | Newcastle United    |
| 9. Januar 1957  | FC Reading           | 1:2      | AFC Wrexham         |
| 9. Januar 1957  | Sheffield Wednesday  | 2:2      | Preston North End   |
| 9. Januar 1957  | FC Southampton       | 0:1      | AFC Newport County  |
| 9. Januar 1957  | West Bromwich Albion | 2:0      | Doncaster Rovers    |
| 10. Januar 1957 | Charlton Athletic    | 2:3      | FC Middlesbrough    |
| 14. Januar 1957 | Huddersfield Town    | 2:1      | Sheffield United    |
| 14. Januar 1957 | Preston North End    | 5:1      | Sheffield Wednesday |

### Vierte Hauptrunde
| Datum           |                         | Ergebnis |                     |
| --------------- | ----------------------- | -------- | ------------------- |
| 26. Januar 1957 | FC Blackpool            | 6:2      | FC Fulham           |
| 26. Januar 1957 | Bristol City            | 3:0      | FC Rhyl             |
| 26. Januar 1957 | Bristol Rovers          | 1:4      | Preston North End   |
| 26. Januar 1957 | FC Burnley              | 9:0      | AFC New Brighton    |
| 26. Januar 1957 | Cardiff City            | 0:1      | FC Barnsley         |
| 26. Januar 1957 | FC Everton              | 2:1      | West Ham United     |
| 26. Januar 1957 | Huddersfield Town       | 3:1      | Peterborough United |
| 26. Januar 1957 | FC Middlesbrough        | 2:3      | Aston Villa         |
| 26. Januar 1957 | FC Millwall             | 2:1      | Newcastle United    |
| 26. Januar 1957 | AFC Newport County      | 0:2      | FC Arsenal          |
| 26. Januar 1957 | FC Portsmouth           | 1:3      | Nottingham Forest   |
| 26. Januar 1957 | Southend United         | 1:6      | Birmingham City     |
| 26. Januar 1957 | Tottenham Hotspur       | 4:0      | FC Chelsea          |
| 26. Januar 1957 | West Bromwich Albion    | 4:2      | AFC Sunderland      |
| 26. Januar 1957 | Wolverhampton Wanderers | 0:1      | AFC Bournemouth     |
| 26. Januar 1957 | AFC Wrexham             | 0:5      | Manchester United   |

### Fünfte Hauptrunde
| Datum            |                   | Ergebnis |                      |
| ---------------- | ----------------- | -------- | -------------------- |
| 16. Februar 1957 | AFC Bournemouth   | 3:1      | Tottenham Hotspur    |
| 16. Februar 1957 | Aston Villa       | 2:1      | Bristol City         |
| 16. Februar 1957 | FC Barnsley       | 1:2      | Nottingham Forest    |
| 16. Februar 1957 | FC Blackpool      | 0:0      | West Bromwich Albion |
| 16. Februar 1957 | Huddersfield Town | 1:2      | FC Burnley           |
| 16. Februar 1957 | Manchester United | 1:0      | FC Everton           |
| 16. Februar 1957 | FC Millwall       | 1:4      | Birmingham City      |
| 16. Februar 1957 | Preston North End | 3:3      | FC Arsenal           |

#### Wiederholungsspiele
| Datum            |                      | Ergebnis |                   |
| ---------------- | -------------------- | -------- | ----------------- |
| 19. Februar 1957 | FC Arsenal           | 2:1      | Preston North End |
| 20. Februar 1957 | West Bromwich Albion | 2:1      | FC Blackpool      |

### Sechste Hauptrunde
| Datum        |                      | Ergebnis |                   |
| ------------ | -------------------- | -------- | ----------------- |
| 2. März 1957 | AFC Bournemouth      | 1:2      | Manchester United |
| 2. März 1957 | Birmingham City      | 0:0      | Nottingham Forest |
| 2. März 1957 | FC Burnley           | 1:1      | Aston Villa       |
| 2. März 1957 | West Bromwich Albion | 2:2      | FC Arsenal        |

#### Wiederholungsspiele
| Datum        |                   | Ergebnis |                      |
| ------------ | ----------------- | -------- | -------------------- |
| 5. März 1957 | FC Arsenal        | 1:2      | West Bromwich Albion |
| 6. März 1957 | Aston Villa       | 2:0      | FC Burnley           |
| 7. März 1957 | Nottingham Forest | 0:1      | Birmingham City      |

### Halbfinale
Die ersten beiden Spiele wurden am 23. März 1957 und das Wiederholungsspiel am 28. März 1957 ausgetragen.
|                   | Ergebnis |                      | Ort           |
| ----------------- | -------- | -------------------- | ------------- |
| Aston Villa       | 2:2      | West Bromwich Albion | Wolverhampton |
| Manchester United | 2:0      | Birmingham City      | Sheffield     |

#### Wiederholungsspiel
|             | Ergebnis |                      | Ort        |
| ----------- | -------- | -------------------- | ---------- |
| Aston Villa | 1:0      | West Bromwich Albion | Birmingham |

### Finale
| Aston Villa                              | Aston Villa | Manchester United | Manchester United |
| ---------------------------------------- | --- | --- | ----------------- |
| Aston Villa                              | \| Finale \| \| Samstag, 4. Mai 1957 in London (Wembley) \| \| Ergebnis: 2:1 (0:0) \| \| Zuschauer: 100.000 \| \| Schiedsrichter: F. Coultas \| \| Spielbericht \|                   | \| Finale \| \| Samstag, 4. Mai 1957 in London (Wembley) \| \| Ergebnis: 2:1 (0:0) \| \| Zuschauer: 100.000 \| \| Schiedsrichter: F. Coultas \| \| Spielbericht \|                      | Manchester United |
| Aston Villa                              | Nigel Sims – Stan Lynn, Peter Aldis – Stan Crowther, Jimmy Dugdale, Pat Saward – Les Smith, Jackie Sewell, Bill Myerscough, Johnny Dixon, Peter McParland Cheftrainer: Eric Houghton | Ray Wood – Bill Foulkes, Roger Byrne – Eddie Colman, Jackie Blanchflower, Duncan Edwards – Johnny Berry, Billy Whelan, Tommy Taylor, Bobby Charlton, David Pegg Cheftrainer: Matt Busby | Manchester United |
| Aston Villa                              | 1:0 Peter McParland (68.) 2:0 Peter McParland (73.) | 2:1 Tommy Taylor (83.) | Manchester United |
| Finale                                   | | |                   |
| Samstag, 4. Mai 1957 in London (Wembley) | | |                   |
| Ergebnis: 2:1 (0:0)                      | | |                   |
| Zuschauer: 100.000                       | | |                   |
| Schiedsrichter: F. Coultas               | | |                   |
| Spielbericht                             | | |                   |